# Bucculatrix litigiosella
Bucculatrix litigiosella är en fjärilsart som beskrevs av Philipp Christoph Zeller 1875. Bucculatrix litigiosella ingår i släktet Bucculatrix och familjen kronmalar. Inga underarter finns listade i Catalogue of Life.